# L'Argent de la banque
Pour plus de détails, voir Fiche technique et Distribution.
L'Argent de la banque (The Silent Partner) est un film canadien réalisé par Daryl Duke, sorti en 1978.

## Synopsis
Miles Cullen travaille comme caissier dans une banque et entretient une parfaite relation avec des poissons tropicaux. Mais un jour, un voleur lui donne l'occasion involontaire de se faire une prime de 50 000 dollars en les subtilisant dans sa propre banque.

## Fiche technique
- Titre : L'Argent de la banque
- Titre original : The Silent Partner
- Réalisation : Daryl Duke
- Scénario : Curtis Hanson d'après le roman Think of a Number d'Anders Bodelsen
- Directeur de la photographie : Billy Williams
- Montage : George Appleby
- Musique : Oscar Peterson
- Décors : Trevor Williams
- Production : Joel B. Michaels et Stephen Young
- Société de production : Carolco Pictures
- Société de distribution : Pan-Canadian Film Distributors
- Pays :  Canada
- Langue : Anglais
- Format : Couleur - Mono - 35 mm - 1.85:1
- Genre : Thriller, drame
- Durée : 106 minutes
- Date de sortie :
  -  Royaume-Uni : 7 septembre 1978
  -  France : 21 février 1979
  -  États-Unis : 30 mars 1979

## Distribution
- Elliott Gould (VF : Jacques Balutin) : Miles Cullen
- Christopher Plummer (VF : Jean-Claude Balard) : Harry Reikle
- Susannah York (VF : Annie Sinigalia) : Julie Carver, la collègue de Miles
- Céline Lomez (VF : Évelyn Séléna) : Elaine, la complice de Harry
- Michael Kirby (VF : Dominique Paturel) : Charles Packard, le directeur de la banque
- Ken Pogue (VF : Jacques Thébault) : Inspecteur Willard
- John Candy (VF : Patrick Floersheim) : Simonsen, un employé de banque
- Gail Dahms-Bonine : Louise, une employée de banque
- Micheal Donaghue (VF : José Luccioni) : Berg
- Sean Sullivan : Frank, le garde de la banque
- Jack Duffy : Fogelman
- Nancy Simmonds : la fille dans le sauna
- Guy Sanvido (VF : Jacques Ferrière) : le serrurier
- Charlotte Blunt (VF : Nanette Corey) : Viviane Packard